# Тежки крайцери тип „Зара“
Вижте пояснителната страница за други значения на Зара.
Зара (на италиански: Zara) са тип тежки крайцери на италианския флот от времето на Втората световна война. Всичко от проекта за флота са построени 4 единици: „Зара“ (на италиански: Zara), „Фиуме“ (на италиански: Fuime), „Гориция“ (на италиански: Gorizia) и „Пола“ (на италиански: Pola).
Всички кораби получават имената си в чест на градове, получени от Италия след Първата световна война (понастоящем градовете Зара, Пола и Фиуме принадлежат на Хърватия).

## История на създаването
В края на 1920-те години италианският флот получава своите първи тежки крайцери – двете единици от типа „Тренто“. Създадени въз основа на концепцията за нанасяне на удар с максимална скорост и далечина, тези кораби страдат от множество недостатъци, главен от които е тяхната защита, съвършено недостатъчна против 203 mm снаряди. Поради това в италианските военноморски кръгове възниква мнението, че следващите крайцери трябва да се строят по различен проект – по-бавен, но много по-добре защитен. Характеристиките на новите кораби включват в себе си въоръжение от осем 203 mm оръдия, брониран пояс от 200 mm и скорост от 32 възела, но поместването на всичко това в договорните 10 000 тона водоизместимост не е възможно.
В опит да се реши проблема заместникът на началника на Морския щаб контраадмирал Ромео Берноти предлага да се увеличи водоизместимостта до 15 000 тона. По негово мнение три такива крайцера могат да се справят с шест „вашингтонски“, но италианското политическо ръководство не рискува да предприеме толкова явно нарушение на договора.
Проектът започва да се смалява, в частност броневия пояс е намален до 150 mm, корпусът става полубачен, което още повече влошава мореходността, а торпедните апарати са въобще изключени. Въпреки това, проблемът с надвишаването на договорния лимит си остава. В крайна сметка италианската страна отива на откровено мошеничество – водоизместимостта на новите крайцери е официално обявена за равна на 10 000 тона, а реалната стойност се държи в тайна. Впрочем, фалшификацията става известна в чужбина още преди Втората световна война. През август 1936 г. на крайцера „Гориция“ става взрив на бензинови пари и той е принуден да влезе в Гибралтар и да се възползва от местен док. В резултат на това се изяснява, че водоизместимостта на крайцера е като минимум с 1000 тона повече от официално обявената, но по неизвестни причини британците не заявяват протест.
Любопитно е, че по време на строителството им новите кораби, също както и типът „Тренто“, се числят като леки крайцери (на италиански: Incrociatori Leggeri), но поради много големите разлики спрямо предшествениците са преведени в класа на броненосните крайцери (на италиански: Incrociatori Corazzato). Едва с приемането на международната класификация през 1930 г. типовете „Тренто“ и „Зара“ са преведени в класа на тежките крайцери (на италиански: Incrociatori Pesanti).

## Конструкция

### Главна енергетична установка
Главната енергетична установка включва в себе си осем водотръбни триколекторни котела „Торникрофт“ (на „Фиуме“ – котлите са „Яроу“) с паропрегреватели и два редуктора, две парни турбини на Парсънс произвеждани от концерна ОТО (на „Фиуме“ – „Яроу“). Две турбини (за високо и ниско налягане), редуктор, опорен лагер, главен и спомагателен кондензатори съставляват турбозъбчатия агрегат. Установката е по ешелонната система на разполагане. Минус се явява увеличената дължина на валопровода от носовия ТЗА и сложната схема за превключване на подаването на парата между котлите и машините в различните групи. Продължителната работна мощност на машините съставлява 76 000 к.с., има и възможност за тяхното форсиране до 95 000 к.с. при 270 об/мин (именно тази цифра фигурира в справочниците като разчетна), което трябва да осигури на крайцерите 32-възлова скорост. По време на службата си крайцерите развиват около 29 – 30 възела.
Работното налягане на парата е 25 atm, температурата ѝ – 360°С.
Крайцерите имат шест турбогенератора за постоянен ток с мощност по 180 кВт и напрежение 220 В (сумарна мощност 1080 кВт) и два спомагателни дизел-генератора.

## Представители на проекта
„Зара“ – заложен на 4 юли 1929 г., спуснат на 27 април 1930 г., влиза в строй на 20 октомври 1931 г.
„Фиуме“ – заложен на 29 април 1929 г., спуснат на 27 април 1930 г., влиза в строй на 23 ноември 1931 г.
„Гориция“ – заложен на 17 март 1930 г., спуснат на 28 декември 1930 г., влиза в строй на 23 декември 1931 г.
„Пола“ – заложен на 17 март 1930 г., спуснат на 5 декември 1931 г., влиза в строй на 21 декември 1932 г.

## Коментари
1. ↑  Всички данни са към юни 1940 г.